# آي أن تي بي
INTP ( اختصاراً باللغة الإنجليزية لمعنى الانطواء ، الحدس ، التفكير ، الإدراك ) هو اختصار يستخدم في سياق مؤشر مايرز بريغز للأنماط (MBTI) فيما يتعلق بأحد الأنواع النفسية الستة عشر.

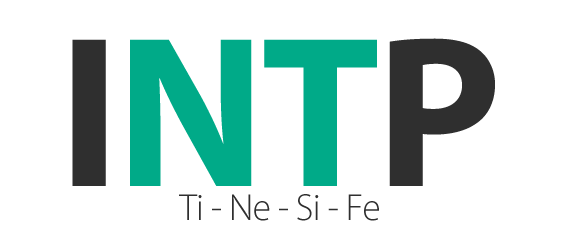

هو أحد الأنواع الأربعة التي تنتمي إلى مجموعة المحللون.
وفقًا لنظام MBTI، يشكل INTP حوالي 3% من البشر, وعدد INTPs الذكور أكثر بكثير من عدد INTPs الإناث.

## التفضيلات
- أي (I) - الانطواء ، بدل الانفتاح (E): INTPs بشكل عام وحدانيون ومتحفظون. إنهم يفضلون التفاعل مع عدد قليل من الأصدقاء المقربين بدلاً من دائرة كبيرة من المعارف، ويفقدون طاقتهم في التفاعلات الاجتماعية (بينما تكتسب الأنواع المنفتحة (الأجتماعية) الطاقة ، في نفس الظروف)،.[4]
- ان (N) - الحدس ، بدل الحِس (S): INTPs يفضلون ماهو أكثر تجريدية من ماهو ملموس. فإنهم يركزون اهتمامهم على الصورة الكبيرة للشيء أو الموقف بدلاً من تفاصيله، وعلى سياقه بدلاً من الشيء نفسه، وعلى الاحتمالات المستقبلية بدلاً من الحقائق المباشرة.[5]
- تي (T) - عقلاني ، بدل عاطفي (F): INTPs يضع معايير موضوعية فوق التفضيلات الشخصية. عندما يتخذون قرارًا، فإنهم يعطون أهمية أكبر للمنطق أكثر من الاعتبارات الاجتماعية و/أو العاطفية.[6]
- بي (P)- مرن ، بدل صارم (J): INTPs يحجبون الحكم ويكونون بطيئين في اتخاذ القرارات المهمة، ويفضلون إبقاء أكبر عدد ممكن من الاحتمالات متاحة في حالة تغير الظروف.[7]

## سمات

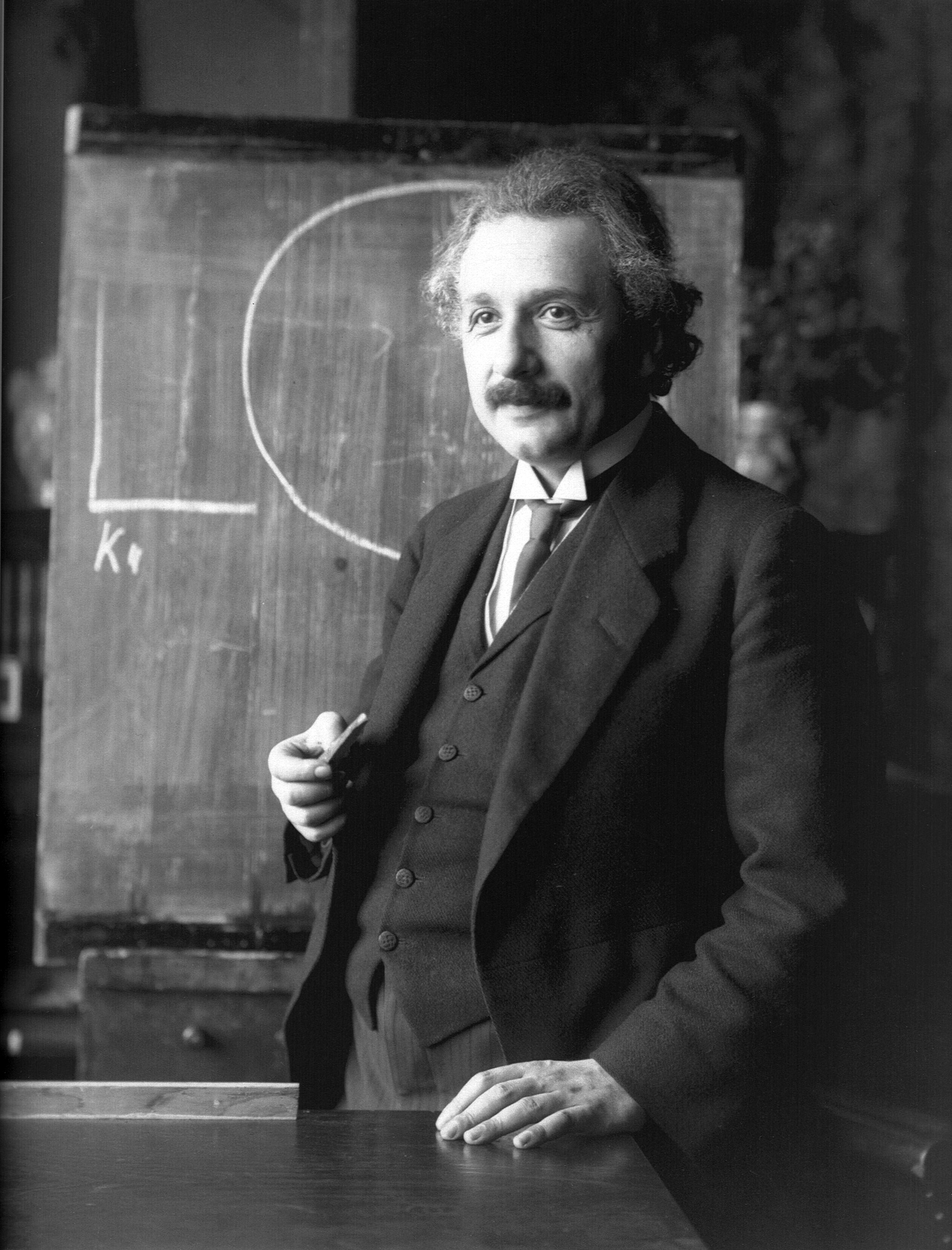
حدد عالم النفس ديفيد كيرسي ألبرت أينشتاين بأنه INTP. ومع ذلك، فإذا اتبعنا قواعد MBTI، فإن اجتياز الاختبار فقط هو الذي يسمح بتحديد نوع الشخصية بشكل مؤكد.

INTPs هم أشخاص متحفظون ومدروسون ويميلون إلى العقل التحليلي (لذلك وضعوا في نوع المحللون). إنهم يحبون قضاء فترات طويلة من الوقت بمفردهم، في العمل على المشكلات التي يتوصلون إلى حلول لها. إنهم فضوليون بشأن الأنظمة وكيفية عمل الأشياء. غالبًا ما يقودهم هذا الفضول إلى العمل في مجالات مثل البحث العلمي والهندسة المعمارية والفلسفة . وإنهم أقل راحة في المواقف الاجتماعية، على الرغم من أنهم يستمتعون بالتواجد بصحبة الأشخاص الذين يشاركونهم نفس الاهتمامات. إنهم يعلقون قيمة عالية على الاستقلالية ، سواء في أنفسهم أو في الآخرين. إنهم يستجيبون لأي محاولة للتوافق معهم من خلال كونهم أقل امتثالًا مما كانوا عليه لولا ذلك. إنهم يظهرون نفاد الصبر تجاه البيروقراطية والتسلسل الهرمي الصارم واللوائح بشكل عام. ليس للألقاب أو التسلسل الهرمي أو المناصب الاجتماعية أو التقاليد تأثير يذكر عليهم، وغالبًا ما يتجاهل INTP أو يعارض السلطة القائمة على مثل هذه الأشياء إذا لم تكن ذات تبرير عقلاني ومنطقي. ليس لدى INTP سوى القليل من الصبر مع العادات الاجتماعية التي لا تبدو منطقية بالنسبة لهم. هذا الجزء من مزاجهم يمكن أن يجعلهم يبدون غريبين بالنسبة للأفراد من نوع المنظمون ، الذين تعتمد شخصياتهم، على عكس شخصيات INTP، على الحِس (S) والصرامة (J)، والذين يقبلون السلطة والتقاليد. بشكل عام، يفضل INTP العمل بشكل أفقي، والحفاظ على العلاقات المهنية مع الزملاء الذين يعتبرونهم متساوين.
يتم تنظيم فهم INTPs، في أي موضوع، حول المبادئ المنطقية المفصلية لبعضها البعض. إنهم يفهمون بشكل طبيعي الإنشاءات النظرية المعقدة ويتمكنون من تبسيطها عندما يتعين عليهم شرحها للآخرين، وخاصة شرحها كتابيًا. ومع ذلك، فإن قدرتهم على فهم الأفكار المعقدة بشكل حدسي قد تجعلهم يشرحون الأشياء البسيطة بتفاصيل مفرطة، وقد يعتقد المستمعون أن INTP الذي أمامهم يجعل الأمور أكثر تعقيدًا مما هي عليه بالفعل. ومع ذلك، بالنسبة لـ INTP، فإن خيبة الأمل هذه غير مفهومة؛ فإنهم يصفون ببساطة جميع المعلومات.
نظرًا لطبيعتهم المستقلة بشكل أساسي، يفضل INTP العمل بمفرده بدلاً من العمل في مجموعات. ومع ذلك، فإنهم في بعض الأحيان يصبحون قادة فريق أو مديرين ممتازين بسبب انفصالهم العاطفي وسرعة إدراكهم للمدخلات. عند التفاعل مع الآخرين، إذا كانوا يركزون على البحث عن المعلومات، فقد يبدون مشتتين أو غائبين أو حتى متمردين بالنسبة للمتحدث، بينما هم يركزون على الاستماع وفهم ما يقال لهم. ومع ذلك، فإن حدس INTP المنفتح يمنحهم روحًا معينة من الإبداع. وبالتالي يمكنهم نزع فتيل الصراعات المحتملة من خلال الملاحظات أو الإشارات الكوميدية. وقد يمتلكون كاريزما معينة، على الرغم من شخصيتهم المتحفظة، ويتفاجأون أحيانًا بالتقدير الذي يكنه لهم زملاؤهم أو أصدقاؤهم.
يحب INTP فهم أو مناقشة قضية معينة من كل زاوية ممكنة. إن نفاد صبرهم تجاه الأفكار التي تبدو غير قابلة للدفاع عنها يمكن أن يجعلهم مدمرين بشكل خاص في سياق النقاش. عندما تتم إهانة INTP، فسوف يردون بانتقادات قصيرة وحادة. وبعد هذا النوع من الحوادث، سيكون مضطربًا مثل الشخص المستهدف بالملاحظة، لأنه سيدرك أنه خالف قواعد النقاش وكشف عن مشاعره وهو ما يكره القيام به. بالنسبة لـ INTP، يشكل مكان العواطف مشكلة حاسمة : فهم يرون أن هذه الأمور، إذا أسيء إدارتها، لا يمكن إلا أن تسبب المشاكل والخلافات. على الرغم من أن العواطف جزء مهم من حياتهم الداخلية ويشاركونها أحيانًا مع الآخرين، إلا أن أصحاب نمط INTP يعتقدون أنه لا ينبغي التعبير عنها بطريقة قد تضعهم في موضع عبئ.
وفقًا لدراسة أجريت عام 1962 واستشهد بها مايرز، أنه من جميع أنواع الشخصيات، يتمتع INTP دائمًا بأعلى درجات الذكاء بعد INTJ. كما ويحصل أصحاب INTP على درجات عالية في اختبارات الإبداع.

## أنظر أيضاً
- مؤشر مايرز بريغز للأنماط
- اختبار نمط مايرز بريغز (MBTI)
- آي ان اف بي (INFP)
- أي أن أف جي (INFJ)
- أي أس أف جي (ESFJ)
- كارل يونغ